# Punitaqui
Punitaqui è un comune del Cile capoluogo della provincia di Limarí nella Regione di Coquimbo. Al censimento del 2012 possedeva una popolazione di 10.418 abitanti.
Qua è nato l'ex calciatore Rodolfo Dubó.

## Società

### Evoluzione demografica
| Censimento del 1992 | Censimento del 2002 |
| 8.723 ab.           | 9.539 ab.           |